# Charlie Senior
Charlie Senior (Bradford, 20 de novembro de 2001) é um pugilista australiano. Como amador, ele representou a Austrália nos Jogos do Pacífico, Jogos da Commonwealth, onde ganhou a medalha de ouro, e nas Olimpíadas de Verão de 2024, onde ganhou a medalha de bronze.

## Carreira
Senior nasceu em Bradford, West Yorkshire, Inglaterra, em 20 de novembro de 2001. Quando tinha dois anos de idade, emigrou com sua família para Perth, Austrália Ocidental. Ele inicialmente começou a dançar antes de mudar para o boxe quando tinha onze anos de idade.
O veterano venceu três campeonatos nacionais juvenis e depois ganhou o título amador australiano. Ele então lutou no Torneio de Qualificação Olímpica da Ásia e Oceania de 2020 na Jordânia, onde em sua luta de abertura, perdeu para Nguyễn Văn Đương. Senior foi um dos onze boxeadores australianos selecionados para competir nos Jogos da Commonwealth de 2022. No evento peso pena masculino, ele perdeu para Keoma-Ali Al-Ahmadieh nas oitavas de final. Senior ganhou a medalha de ouro nos Jogos do Pacífico de 2023 em Honiara, derrotando Allan Oaike.
Nos Jogos Olímpicos de Verão de 2024, em Paris, conquistou a medalha de bronze na disputa de peso pena.